# Estadio Nuevo Laredo
Das Estadio Nuevo Laredo (voller Name: Estadio de Béisbol Nuevo Laredo) ist ein Baseballstadion in der mexikanischen Stadt Nuevo Laredo, Bundesstaat Tamaulipas. Es gehört zum Sportkomplex Ciudad Deportiva Nuevo Laredo und bietet Platz für 7.555 Zuschauer.

## Geschichte
Das Estadio Nuevo Laredo wird hauptsächlich für Baseballspiele genutzt. Das professionelle Baseballmannschaft der Tecolotes de los Dos Laredos aus der Liga Mexicana de Béisbol (LMB), trug ihre Heimspiele 2018 im Estadio Nuevo Laredo aus. Danach zog der Club in die US-amerikanische Stadt Laredo, Texas,  ins Uni-Trade Stadium um. Zuvor war der Vorgängerclub Tecolotes de Nuevo Laredo von 2008 bis 2010 die Heimmannschaft. Die Anlage wurde am 20. März 2008 mit einem 5:0-Erfolg der Tecolotes über die Acereros de Monclova eröffnet. Die Spielstätte war eines von drei der mexikanischen Liga, in denen auf Kunstrasen gespielt wird.

## Galerie

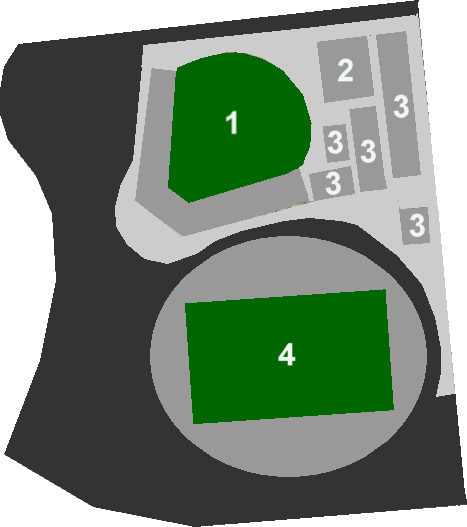
Plan des Sportkomplexes Ciudad Deportiva. 1. Estadio Nuevo Laredo, 2. Mehrzweckhalle Gimnasio Multidisciplinario Nuevo Laredo, 3. Tennis- und Squash-Plätze, 4. Fußballstadion
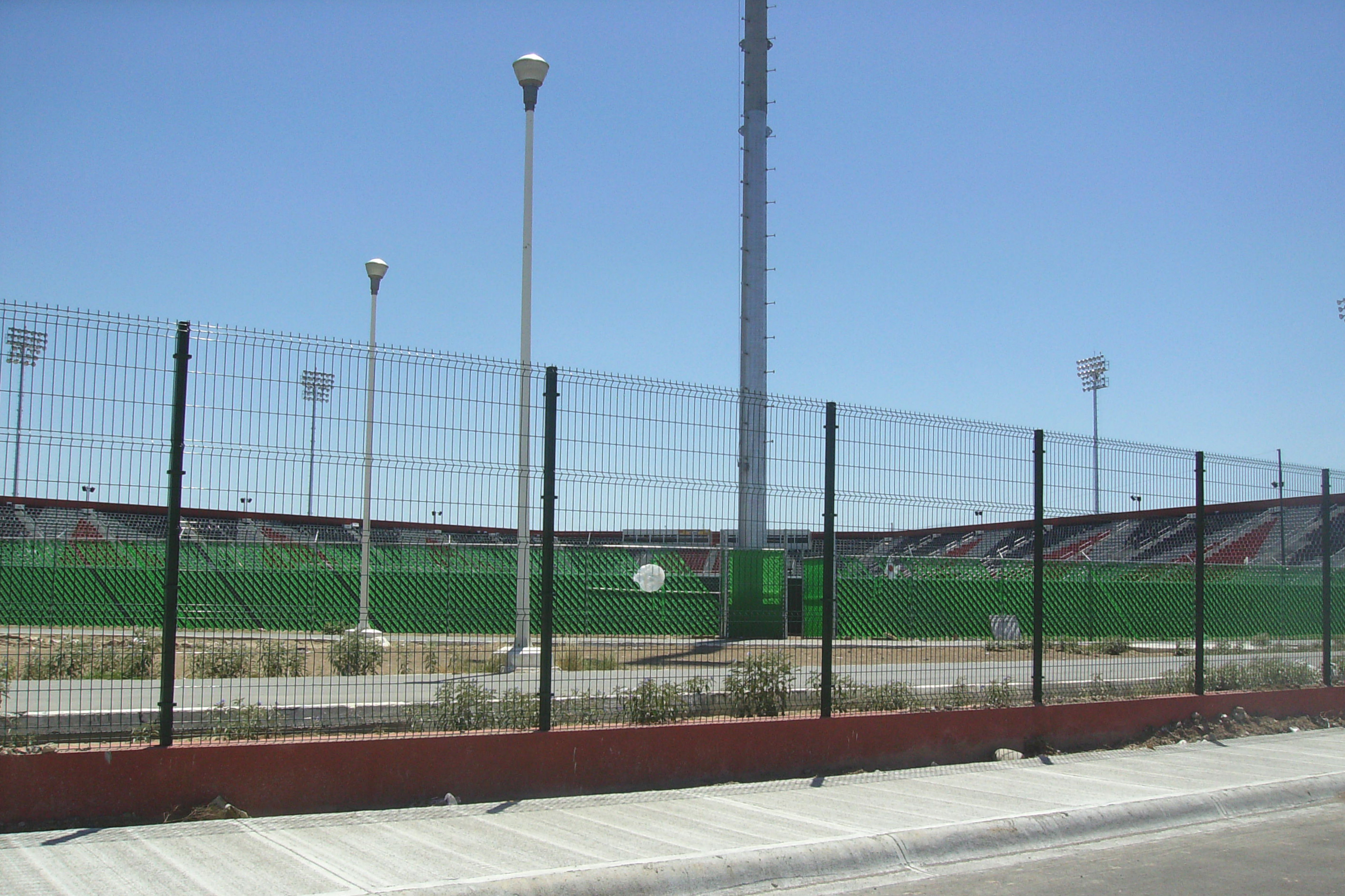
Das Spielfeld des Estadio Nuevo Laredo
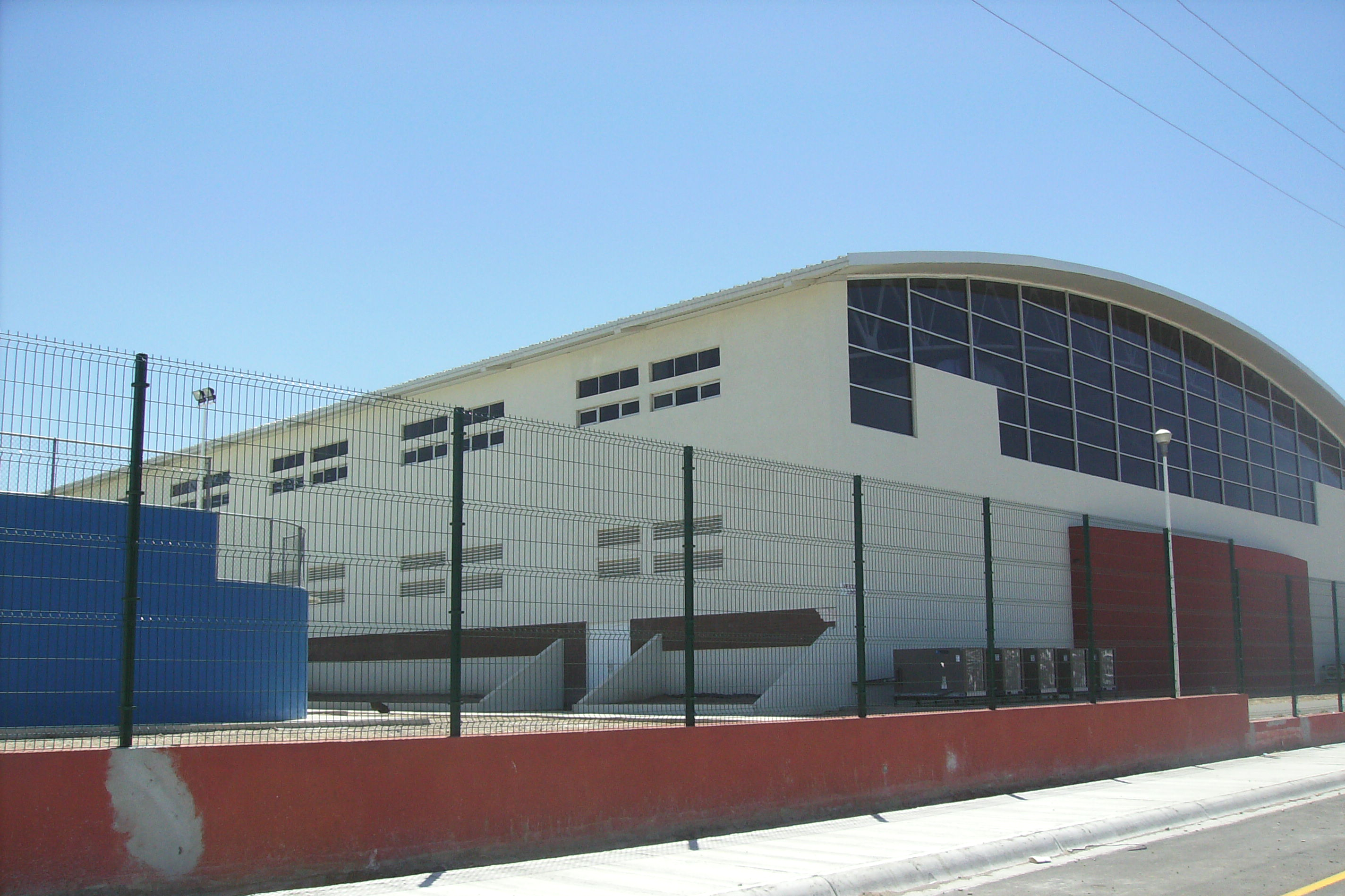
Die Mehrzweckhalle Gimnasio Multidisciplinario Nuevo Laredo mit 4.000 Plätzen